# Geografia internetu
Geografia Internetu – dział geografii, zajmujący się badaniami nad przestrzenią cyfrową i jej związkami z przestrzenią geograficzną.
Przedmiotem badań geografii internetu jest wpływ zjawisk występujących w przestrzeni geograficznej na procesy w przestrzeni cyfrowej, jak również odwrotne relacje i współprzenikanie się tych zjawisk.
Można wyróżnić trzy wzajemnie przenikające się płaszczyzny zainteresowań geografii Internetu: technologiczna, społeczna, ekonomiczna.